# Pukléř

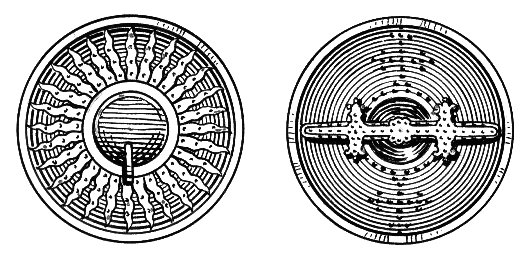
Pukléř

Pukléř je malý, převážně kruhový pěstní štít používaný ve středověku k osobní obraně. Označení vzniklo odvozením od železné puklice na štítu, která se již používala na vikinských kruhových štítech, římských, normanských a dalších.
Pukléř se rozšířil nejvíce ve 13. a 14. století, kdy byl spolu s mečem obvyklou výzbrojí pěšího vojáka či jezdce na koni. Má se za to, že se pukléře používaly přes vrcholný středověk až do renesance.
V knize šermu I.33 od Tower Armouries z Leedsu, se pukléř vyskytuje výlučně v kombinaci s jednoručním mečem. Dostal se tak jako jeden z mála do historie knih o šermu. Se stále těžší výzbrojí ztrácí pukléř na významu. Objevuje se však až do 17. století spolu s dalšími párovými zbraněmi (jako je rapír, meč, dýka či nůž) na dobových obrázcích bitev.
Pukléř, který je sám o sobě částí výzbroje, byl ponejvíce používán jako obranný nástroj. Často je však v knihách šermu nebo na dobových vyobrazeních bitev znázorňován jako velmi účinná zbraň.
Pukléře se vyráběly z rozličných materiálů. Vyskytovaly se kompletně vyrobené z kovu, ale i ze dřeva se dřevěnou puklicí. Školy šermu příležitostně používají i pukléře z kůže.
Velikost a tvar pukléře se také velmi lišila. V knize šermu od Hanse Talhofera lze najít pukléře neobvyklých tvarů s lapacími rohy (? Fanghorn) v podélném směru ruky. Pukléře mívaly 20-50 cm v průměru. Dnešní rekonstrukce se pohybují kolem středu tohoto pásma a mívají 35-35 cm.